# Paulicianesimo
I pauliciani o le corruzioni "pobliciani" o "populiciani" erano una setta di asceti sorta in Armenia nel VII secolo che prendevano il nome dal patronimico Paul-ik, ovvero il "figlio di Paolo" perché i membri pensavano di vivere secondo il vero insegnamento di Paolo di Tarso.

## Storia
Il paulicianesimo fu una setta dualista, fondata secondo la tradizione da Costantino di Manamali nel 655. Costantino fu ucciso da un ufficiale delle truppe bizantine nel 682, il suo uccisore Simeone divenne il nuovo capo della setta fino al 690, quando venne bruciato sul rogo. Nel 717 la comunità si riorganizza a Episparsis (Erek) Armenia occidentale, nell'attuale Turchia ai confini con l'Iraq. In questa regione si sviluppò e si susseguirono diversi capi, tra cui Paolo l'Armeno, a cui alcuni fanno risalire il nome della setta. Varie persecuzioni, dissidi interni e le guerre con gli arabi, portarono la setta sull'orlo dell'estinzione. L'avvento del capo Sergio provocò uno scisma tra chi seguiva le idee del vecchio capo Baannes, i cosiddetti Baaniti e la nuova corrente guidata appunto da Sergio. Sotto di esso la setta riprese vigore e si espanse dapprima in Cilicia e poi in tutta l'Asia Minore. L'impero bizantino era retto in quel periodo dalla dinastia isaurica che era iconoclasta come i Pauliciani. Niceforo I Logoteta (802–811) ne tollerò la presenza, purché i loro adepti accettassero il servizio militare per combattere l'Islam. 
Con gli imperatori Teofilo (813–842) e Michele III (829–867) ricominciarono le persecuzioni, causando la ribellione dei pauliciani che, nonostante gli appelli pacifisti di Sergio, si allearono con gli Arabi, nemici dell'Impero. Artefice di questa alleanza fu Karbeas, che fondò nell'856 uno stato pauliciano nell'Anatolia centrale, con capitale Tephrike (oggi Divriği). Alla morte di Karbeas gli succedette Chrisocheir che per dieci anni tenne in scacco le truppe di Bisanzio, portandosi con il suo esercito fino a Efeso e alle coste di fronte a Costantinopoli. Nell'872 i pauliciani vennero tuttavia sconfitti, il loro capo ucciso e la loro capitale distrutta, decretando quindi la fine di questo effimero regno. Sopravvissero come comunità eretiche non ribelli che nel 970 vennero deportate in massa da Giovanni I Zimisce in Tracia, come forza d'urto contro le invasioni dei Bulgari nella penisola balcanica. In queste regioni contribuirono nei secoli successivi allo sviluppo di altri gruppi dualisti, come i Bogomili e i Catari. Sopravvissero come cellule di fedeli sia in Bulgaria sia in Armenia.
È attestato che sette ereticali pauliciane sopravvissero nella regione di Svištov e Filippopoli (Plovdiv), fino al XVI e XVII secolo, per poi mantenere una propria identità religiosa, convertendosi al cattolicesimo di rito latino, pur di mantenersi lontano dall'ortodossia di tipo greco.

## Dottrina
Il paulicianesimo deriva dalla fusione sincretica di diverse dottrine, molto diffuse nei secoli precedenti al suo avvento nell'Asia Minore. Tra queste lo gnosticismo, il marcionismo, i messaliani e il manicheismo, sembrano essere invece estranee a questa filosofia le idee adozioniste di Paolo di Samosata. Come nel marcionismo essi negavano l'importanza del Vecchio Testamento, propugnavano il concetto dualista e gnostico di due Dei, il Dio malvagio del Vecchio Testamento, creatore del mondo e della materia e il Dio buono del Nuovo Testamento, creatore dello spirito e dell'anima, che è l'unico degno di essere adorato. Essi utilizzavano solo i testi sacri del Nuovo Testamento, con particolare attenzione alle lettere di San Paolo e al Vangelo di San Luca, mentre rifiutavano le lettere di San Pietro. L'organizzazione era strutturata come presso i manichei, con pochi eletti detti Perfetti, celibi, astemi e vegetariani e molti Uditori o catecumeni. Come i messaliani, ritenevano inutile la mediazione di una Chiesa e rifiutavano, con alcune eccezioni, i sacramenti. Non accettavano il culto delle immagini. Come nel docetismo i pauliciani rifiutavano la realtà dell'incarnazione di Cristo, poiché credevano che il corpo di Cristo fosse immateriale, essendo egli un angelo.